# A Tenkes kapitánya
A Tenkes kapitánya 1963-ban készült, 1964-ben vetített 13 részes, fekete-fehér magyar televíziós sorozat, amelyet Örsi Ferenc forgatókönyve alapján Fejér Tamás rendezett. Zenéjét Vujicsics Tihamér komponálta. Ez volt a Magyar Televízió első és egyik legsikeresebb sorozata. A sorozat a magyar televíziózás hajnalán készült, költségvetése igen szűkös volt, ami időnként a jeleneteken is nyomott hagyott. A film sikerén felbuzdulva Örsi Ferenc azonos címen ifjúsági regény formájában is feldolgozta a történetet, szinte azonnal a forgatókönyv megírása után. Műfaját tekintve történelmi kalandsorozat. 
A 13 részes tv-sorozat rövidített változataként egy kétrészes mozifilmet is készítettek belőle, amit 1965. június 10-én mutattak be, később ez jelent meg a Mokép által kiadott VHS kazettán is. Németországi bemutatója 1965. március 1-jén volt.

## Történet
A sorozat a Rákóczi-szabadságharc idején játszódik Dél-Baranyában. 1704-ben Bécsben Eberstein báró ezredest azzal bízza meg a Haditanács, hogy verje szét a Siklós közelében hadműveleteket folytató kuruc sereget. Az ezredes teljesíti feladatát. A csatában Béri Balogh Ádám kuruc brigadéros is súlyosan megsebesül, aki viszont parancsot ad a furfangos Eke Máténak, hogy a népet ösztönözze az ellenállásra, mert a győzelem után egész biztosan rátelepszik a labanc a falvakra. Máté személyesen támadja meg az ezredest, és figyelmezteti, hogy mik lehetnek a következményei, ha sanyargatja az embereket. Máté közben maga is megsebesül, ám régi öreg jóbarátja, Siklósi bácsi a gondjaiba veszi. Először csak ketten zaklatják a labancokat, de amikor az osztrákok Siklósról elhajtják az összes lábasjószágot, akkor csatlakozik egy harmadik hős is hozzájuk Buga Jakab személyében, aki remekül bánik az ostorral és a fokossal. [Utóbbi nem azonos az azonos nevű, valóságban is létezett történelmi személyiséggel.] A három jóbarát riasztja a környékbeli falvakat, így Eberstein ezredes és helyettese, Bruckenbacker kapitány nem tudnak további sarcot behajtani. Eközben újabb cselt eszelnek ki, s ekkor már a környékbeliek is a segítségükre vannak. Máté eszéki szerb kereskedőnek öltözve a várba megy, és az elrabolt siklósi marhák megvétele után érdeklődik. Ebersteinék azt hiszik, jó vásárt csinálnak, és előleg fejében ki is hajtják a várból az állatokat, amiket csak egy-két katona kísér Bruckenbackerral együtt. A közelben már várja őket Siklósi bácsi az embereivel, és foglyul ejtik a kapitányt, az állatokat pedig a parasztok visszakapják, majd elrejtik őket a Dráva mocsaraiban.
Mátéék a Villányi-hegységben levő Tenkes-hegy egyik barlangjába fészkelik be magukat, amit hajdan a törökök elleni búvóhelyül használtak a siklósiak, és csak a megbízható öregemberek ismerik, hol van. Máté már az elején innen küld üzenetet Eberstein ezredesnek, amit Siklósi bácsi tanácsára ír alá a Tenkes kapitányaként. Az ellenállók, ahol tudnak rajta ütnek a labancokon, hogy fegyvert és lőszert gyűjtsenek. A nép mindenhol segíti őket, ezért tudnak felülkerekedni a jól felszerelt osztrák sorkatonákon, s mindig túljárnak a mafla és öntelt ezredes eszén, aki butuska feleségével nem sokra megy a várban. Gyakran kacagtató, mulatságos kalandokon mennek át a sorozat hősei, egy ízben Máté az ezredes fejét belenyomja a harkányi melegvízforrás iszapjába, máskor az ezredes maga bukdácsol bele egy teknő kelttésztába. Az ezredes katonái is rendszerint teszetosza, buta, dühöngő emberek. Pityik őrmester állandóan korhelykedik, Bisteritz hadnagy csak kiabál, Vogeller mesterlövész és társa, Ritpek gyermeteg és pipogya alakok.
Máténak sikerül egy cigánylány, Rózsa segítségével megszöktetnie Veronikát, Amáliának, az ezredes feleségének szépséges szolgálóleányát, akit eredetileg a hitvány és pénzéhes Dudva György korcsmáros, Eberstein hitelezője akar feleségül venni, mivel cserébe elengedné az ezredesnek a tartozásait. Rövidesen újabb derék legény áll Máté csapatába, egy vándordiák, akinek szintén sikerült megtréfálnia az ezredest. Ő hozza a hírt, hogy rövidesen a labancok puskapor-utánpótlásért indulnak Szigetvárra. A tenkeshegyieknek nagy szükségük van a puskaporra, mert enélkül a zsákmányolt lőfegyvereket nem tudnák használni. Ebben segítségükre lesz Viktor, egy helyi bognár, akit a labancok kiraboltak. Viktorral furfangos cselt eszelnek ki. A bognár ugyanolyan lőporos hordókat csinál, mint amilyen a labancok szekerén van, de ezeket homokkal töltik meg. Az éj leple alatt Bisteritz hadnagy vezetésével vonuló konvojra pisztolyokból lőnek, így azok Viktor portáján igyekeznek elbújni, és egy kamrába helyezik a lőport. Az ott elrejtőzött vándordiák ezeket kicseréli, habár egy hordó lőpor tévedésből a labancoknál marad, de azt a dühödt ezredes lövi szét pisztolyával, mikor meglátja a homokkal teli hordókat. A várban nagy robbanás lesz, Ebersteinek a koromtól és a homoktól maszatos lesz a képe.
Ezt követően megérkezik Eberstein felettese, a tábornok, a dél-magyarországi osztrák seregek fővezére. Máté gyanítja, hogy mi járatban van Siklóson, ezért be akar jutni a várba. Dudva kocsmájából lakomára valót rendelnek a várbeliek, mígnem Máté és Jakab beállít hozzá, és arra kényszerítik, hogy három napig ki se jöjjön a szobájából. Itt találkoznak az ezredes szakácsnéjával, aki Jakab régi kedves barátnéja. Ő juttatja be a várba Mátét. A kapitány gyanúja helyes, mert a tábornok három héten belül általános hadműveleteket akar indítani, hogy megsemmisítse a Dunántúlon harcoló kuruc csapatokat, erre külön haditervük van. Máté behatol a tábornok szállására, megszerzi a haditervet, és kalandos körülmények között jut ki a várból, ostorával még meg is táncoltatja Eberstein ezredest és a tábornokot, ahogy Jakab tanította neki. Jakabbal rögvest útnak indulnak Béri Balogh Ádámhoz, ám a labancok kegyetlen válaszlépésre szánják el magukat.
A bosszútól fűtött Dudva György mindenről beszámol az ezredesnek, és ő javasolja azt, hogy a kurucok eddigi módszereit vegyék elő. Mátéék gyakran öltöztek be álruhába, többek között császári egyenruhákba, most azonban Eberstein emberei veszik fel a magyarok öltözékét. A kegyetlen osztrákok minden nőt és gyereket begyűjtenek Siklós környékéről, minthogy a férfiak mind Máté és Jakab alá álltak. Eberstein ultimátumot ad, hogy ha nem adják ki a Tenkes kapitányát, akkor a foglyokat kivégzik.
Máté és Béri Balogh brigadéros megállapodnak abban, hogy a Siklós környékén fegyverkező parasztok mind elindulnak a kuruc táborba. Máté már Rákóczi zászlajával tér vissza, ahol az asszonyok foglyul ejtésének hírével fogadják. Megpróbálják kideríteni, mit csináltak velük. Veronika elmegy Dudva csárdájába, s elrejtőzik a közelben Rózsa is, aki kihallgatja, mit mond Dudva Veronikának. A körmönfont korcsmáros gyanakszik, ezért azt mondja, hogy Eszékre viszik az asszonyokat, mikor azonban Rózsa elsiet onnan, Dudva közli Veronikával, hogy a Tenkes kapitánya besétál a csapdába. Erre elkezdenek dulakodni, közben felborítják az asztalon levő gyertyát, ami tüzet okoz a csárdában. A korcsmáros annyira kapzsi, hogy előbb a pincéjébe szalad, ahol harácsolt vagyonát rejtegeti. A lángoló csárdából csak Rózsa tudja kimenteni az ájult Veronikát. Mire Dudva felér a pincéből, mindent elborítanak a lángok. Egy ideig még igyekszik pénzét megmenteni, de amikor rájön, hogy az életét sem tudná, kétségbeesett és velőt rázó hangon ordít segítségért, ám senki sem jár arra.
Jakab és Máté rajtaütnek azon a szekéren, amely Eszék felé halad, de a szekérről asszonynak beöltözött labancok ugranak le. Jakab még sebesülten elmenekül, de Mátét hálóval elfogják, a várba viszik, és ott kegyetlen kínvallatásnak vetik alá. A Tenkes kapitánya azonban úgy állja a kínzást, hogy a hóhér belefárad. Társai nem is maradnak tétlen, mert amíg az emberek nagy része a kuruc táborba vonul, addig Siklósi egy maréknyi felkelővel zaklatni kezdi a várbelieket, ahol már nem sok katona maradt, mert a tábornok a többit Eszékre parancsolta, a saját seregébe.
Rózsa előáll egy ötlettel, hogyan lehetne Mátét kimenteni, mielőtt még lefejeznék. Öregapja kútásó volt, és nagyon régen egy kút ásása közben felfedezték a vár rég elfeledett földalatti folyosóit. Az öreg meg is mutatja azt a kutat, ahol Jakab, Viktor és egy másik barátjuk, egy Kárászi Gábor (a filmben János) nevű legény kibontják a falat, majd elindulnak a vár felé. A várbeliek nagyon nyugtalanok, mert Siklósi bácsiék puskákkal lövik őket, és egyfolytában kongatják a környéken a harangokat. Amália retteg, míg a vele levő barátnéje, a tábornok szépséges, amúgy szintén féleszű felesége szinte élvezi az izgalmakat. Habár Amália a lelke mélyén szerelmes lehet a Tenkes kapitányába, mivel sokat álmodik felőle.
Jakabék a várhoz érkezve kibontják a falat, és rátalálnak a leláncolt kapitányra. Az alagúton vissza már nem mehetnek, mert a fal beomlott, és lezárta az utat a kúthoz. A kivégzés előtt Mátéhoz érkezik a borbély és egy katona, akiket Jakabék elfognak. Rövidesen megérkezik a tábornok hintója is, de amint elhalad a tömlöc mellett, János és Jakab előugranak, s elhajtanak a kocsival, foglyul ejtve a tábornokot. Az ezredes valamennyi lovasát utánuk küldi, ezzel megint apad a helyőrség létszáma. Máté kiszabadítja az asszonyokat, Viktor pedig néhány fegyvert is szerez nekik. A Tenkes kapitánya megvív Eberstein ezredessel, akit a párbaj végén bezár egy kamrába. Az asszonyok és a gyerekek amivel és ahol tudják, elnáspángolják a labancokat, felszabadítva a várat.
Béri Balogh Ádám serege nagy csatában legyőzi a labancokat, akik a tábornok és a haditerv nélkül könnyen besétálnak a kurucok lesállásába. Siklósi bácsi, Veronika és Róza a szekszárdi úton ütnek rajta a Jakabékat üldöző Bisteritz hadnagyon és lovasain. A várba bevonulnak Béri Balogh vitézei is, ám Eberstein még egy utolsó lépésre szánja el magát, mivel tekintélye odaveszett, hisz egyszerű asszonyok győzték el katonáit. Egy lőporos hordóba kanócot dug és meggyújtja, hogy az udvaron éljenző emberek közé hajítsa. Máté egy golyóval felrobbantja a hordót, így ér véget a történet…

## Szereplők
- Zenthe Ferenc – Eke Máté
- Ungváry László – báró Eberstein Eckbert ezredes, a vár labanc parancsnoka
- Krencsey Marianne – báró Eberstein Eckbertné (Amália)
- Szabó Gyula – Buga Jakab
- Pécsi Ildikó – Rózsa, a cigánylány
- Vajda Márta – Székely Veronika
- Basilides Zoltán – Bruckenbacker Alfonz kapitány
- Molnár Tibor – Siklósi Mihály bácsi
- Zentay Ferenc – Béri Balogh Ádám
- Szilágyi István – Pityik őrmester
- Petrik József – Ritpek mesterlövész
- Madaras József – Vogeller mesterlövész
- Gera Zoltán – Dudva György kocsmáros
- Kelemen Lajos – Csöme Lajos fuvaros
- Besztercei Pál – Bisteritz hadnagy
- Kibédi Ervin – Erwiner szakaszvezető
- Tordy Géza – vándordiák
- Péter Gizi – Juliska, a szakácsnő
- Kovács Károly – labanc tábornok
- Ambrus Edit – Helén, a tábornok felesége
- Képessy József – jobbágy
- György László – Viktor kádármester
- Misoga László – öreg paraszt
- Kamarás Gyula – Kammerer első hadnagy
- Horkai János – Horkmajer káplár
- Juhász Jácint – Kárászi Gábor (János)
- Pásztor János – Kampós, besúgó
- Lóth Ila – Csöméné
- Kautzky József – labanc tiszt
- Szatmári István – labanc tiszt
- Pásztor Erzsi – Liza, cselédlány

## Epizódok
1. rész – A vérdíj
2. rész – Az embervadászat
3. rész – Buga Jakab
4. rész – A tőzsér
5. rész – A fürdőmester
6. rész – A vásár
7. rész – A vándordiák
8. rész – Veronika
9. rész – A puskapor
10. rész – A haditerv
11. rész – Fogságban
12. rész – Nincs kegyelem
13. rész – Csattan az ostor

## Érdekességek
- A film egyik leghíresebb jelenete, amikor a főhős a szájával felemel és kiiszik egy poharat úgy, hogy közben a hozzákötözött, hatalmas faszéket is felemeli, felbukkan a Magyar vándor című filmben is, szintén Zenthe Ferenc előadásában.
- A film egyes látványosabb csatajeleneteit Bán Frigyes 1953-ban készült Rákóczi hadnagya című filmjéből vágták be, mivel a költségvetés nem engedhette meg, hogy ilyen méretű ütközeteket forgassanak le.
- A labanc katonák nevei több esetben az őket alakító színészek neveinek tréfás németesítései (Pl. Horkay János/Horkmayer, Kibédi Ervin/Erwiner, Petrik József/Ritpek, Besztercei Pál/Bisteritz, Szilágyi István/Pityik stb.)[6]
- A film megkerüli azt a problémát, hogy az osztrák katonák németül, a magyar parasztok magyarul beszélnek, a filmben jól megértik egymást magyarul, és nincs utalás a használt nyelvre.
- A fürdős résznél, amikor a főhős a parancsnok arcába iszapot dob, akkor ott valójában csokoládépudinggal dobja meg. A jelenetet többször újra kellett venni, mert Ungváry László (az Eckbertet alakító színész) nem tudta megállni, hogy bele ne egyen a finomságba, ami feléje repül. A filmben is lehet látni, hogy tátog, pont emiatt.[7]
- Az első televíziós sugárzásnál A fürdőmester című epizódot sugározták 4. részként, és A tőzsér című epizódot 5. részként. A későbbi ismétléseknél már felcserélt sorrendben sugározták a két epizódot, és a DVD-n is így adták ki, valamint a mozifilmben is előbb jönnek A tőzsér című epizód jelenetei.
- A Bëlga együttes Nemzeti Hip-Hop című számában a főcím dallamának feldolgozása hallható.
- Az „És akkor jött a Tenkes kapitánya” egy népszerű dal volt a sorozat után.
- Tenkes kapitánya címmel a Magozott Cseresznye zenekarnak is jelent meg száma, amiben szintén hallható a filmsorozat főcímének ismert dallama.

## Bakik
- A 2. részben a borospincéktől elindulnak összebilincselve a Szilágyi István, Petrik József, Madaras József, Kibédi Ervin és Horesnyi László által alakított labancok, amikor a várba megérkeznek, akkor Kibédi Ervin és Horesnyi László helyett már más színészek vannak.

## Tévedések
- A sorozatban, amely 1704-ben játszódik, Béri Balogh Ádám mint brigadéros szerepel. A valóságban Balogh ekkor még csak ezereskapitány volt és csupán 1708-ban kapta meg a brigadérosi címet Rákóczitól.[8]

## Televíziós megjelenés
- Tévéváltozat: MTV, MTV-1, TV-1, MTV 1, m1, MTV-2, TV-2, MTV 2, m2, M3, Duna TV, Duna World
- Moziváltozat: m1, Duna TV, Filmmúzeum, M3